# Борис Швара
Борис Швара је словеначки диригент.

## Биографија
Борис Швара рођен је 1933. године. Класичну гимназију и нижу музичку школу завршио је у Трсту, а средњу музичку и Музичку академију у Љубљани. Стручно се усавршавао на Академији Киђани (Academia Chigiani) у Сијени у периоду 1963.-67. где је стекао и диплому. У Словенском народном гледалишчу (СНГ) у Марибору је од 1962, а за директора Опере и Балета је именован 1972, да би по истеку три мандата, 1984. поново наставио да ради као диригент. Године 1984. и 1985. је био директор Опере СНГ у Љубљани. У Опери СНГ у Марибору је припремио 40 балетских и оперских премијера, дириговао шездесетак различитих представа са укупно више од 1000 извођења. Живи у Марибору.

## Музичка каријера
За архив РТВ Љубљана је снимио комплетне изведбе следећих опера: „Четири јунака” (Д. Швара), „Еро с онога свијета” (Ј. Готовац), „Горењски славуј” (А. Ферстер), „Гроф Цељски” (В. Парма Урх), „Риголето” (Ђ. Верди), „Боеми” (Ђ. Пучини), „Фауст” (Ш. Гуно), као и велики број арија и оперских сцена. Дириговао је симфонијске концерте у Љубљани, Марибору, Трсту, Ријеци, Београду, Сијени, Фиренци, Магдебургу; оперске представе у Љубљани, Трсту, Ријеци, Београду, Новом Саду и спремио оперске премијере у Загребу, Сијени, Оломоуцу и Брну.
Премијером опере „Еро с онога свијета” у Српском народном позоришту у Новом Саду 8. фебруара 2003. је обележио 40 година уметничког рада.

## Награде
Добитник је, између осталих и следећих награда: 
- прва награда на такмичењу оперских диригената у Сијени 1964.
- награда за најбољег диригента на Аналу камерне музике у Осијеку 1972.
- награда за најбољег диригента на Оперском бијеналу у Љубљани 1980.[2]